# Music from and Inspired by the Motion Picture 8 Mile
Music from and Inspired by the Motion Picture 8 Mile is de officiële soundtrack van de film 8 Mile, die in 2002 uitkwam met in de hoofdrol Amerikaanse rapper Eminem. Het album werd vrijgegeven onder Shady Records, en bracht de hit single "Lose Yourself". Het bracht ook een vervolg soundtrack, More Music from 8 Mile, bestaande uit nummers die worden weergegeven in 8 Mile, die werden uitgebracht als singles in de tijd dat de film zich afspeelt. Het album bevat ook vier nummers van de Wu-Tang Clan en leden, en twee nummers van Mobb Deep, die uiteindelijk tekenden bij G-Unit Records, onder leiding van Shady Records artiest 50 Cent. Beide albums werden ook ter beschikking gesteld in gecensureerde versies.

## Tracklist

### 8 Mile
| #  | Titel                    | Artiest                     | Producer(s)                            | Duur |
| -- | ------------------------ | --------------------------- | -------------------------------------- | ---- |
| 1  | Lose Yourself            | Eminem                      | Eminem, Luis Resto, Jeff Bass          | 5:20 |
| 2  | Love Me                  | Eminem, Obie Trice, 50 Cent | Eminem, Luis Resto                     | 4:30 |
| 3  | 8 Mile                   | Eminem                      | Eminem, Luis Resto                     | 6:00 |
| 4  | Adrenaline Rush          | Obie Trice                  | Spyda                                  | 3:48 |
| 5  | Places to Go             | 50 Cent                     | Eminem                                 | 4:15 |
| 6  | Rap Game                 | D12, 50 Cent                | Denaun Porter, Eminem                  | 5:53 |
| 7  | 8 Miles and Runnin'      | Jay-Z, Freeway              | Eminem                                 | 4:08 |
| 8  | Spit Shine               | Xzibit                      | Denaun Porter                          | 3:39 |
| 9  | Time of My Life          | Macy Gray                   | Dante Ross, John Gamble, Mike Elizondo | 4:21 |
| 10 | U Wanna Be Me            | Nas                         | Chucky Thompson, Nas                   | 3:50 |
| 11 | Wanksta                  | 50 Cent                     | John "J-Praize" Freeman, Sha Money XL  | 3:38 |
| 12 | Wasting My Time          | Taryn Manning               | Kellin Manning, Martin Pradler         | 3:37 |
| 13 | R.A.K.I.M.               | Rakim                       | Denaun Porter                          | 4:23 |
| 14 | That's My Nigga fo' Real | Young Zee                   | Dante Ross, John Gamble                | 4:45 |
| 15 | Battle                   | Gang Starr                  | DJ Premier, Guru                       | 2:56 |
| 16 | Rabbit Run               | Eminem                      | Eminem, Luis Resto                     | 3:10 |

8 Mile: The Special Edition Bonus Disc
| # | Titel                    | Artiest    | Producer(s)    | Duur |
| - | ------------------------ | ---------- | -------------- | ---- |
| 1 | Rap Name                 | Obie Trice | Eminem         | 5:02 |
| 2 | Stimulate                | Eminem     | Eminem         | 5:03 |
| 3 | 'Till I Collapse (remix) | 50 Cent    | Eminem         | 4:43 |
| 4 | Gangsta                  | Joe Beast  | Mel-Man        | 3:35 |
| 5 | The Weekend              | Brooklyn   | DJ Premier     | 3:05 |
| 6 | California               | Shaunta    | Mahogany Music | 3:27 |

### More Music from 8 Mile
| #  | Titel                                             | Artiest                   | Producer(s)                     | Duur |
| -- | ------------------------------------------------- | ------------------------- | ------------------------------- | ---- |
| 1  | Shook Ones Pt. II                                 | Mobb Deep                 | Mobb Deep                       | 5:26 |
| 2  | Juicy                                             | The Notorious B.I.G.      | Poke, Sean Combs                | 5:03 |
| 3  | Gotta Get Mine                                    | MC Breed, 2Pac            | Colin Wolfe, MC Breed, Warren G | 4:14 |
| 4  | Feel Me Flow                                      | Naughty by Nature         | Naughty by Nature               | 3:33 |
| 5  | Player's Ball                                     | OutKast                   | Organized Noize                 | 4:22 |
| 6  | Get Money                                         | Junior M.A.F.I.A.         | Ez Elpee                        | 4:35 |
| 7  | I'll Be There For You/You're All I Need To Get By | Method Man, Mary J. Blige | RZA                             | 5:07 |
| 8  | Shimmy Shimmy Ya                                  | Ol' Dirty Bastard         | RZA                             | 2:29 |
| 9  | Bring The Pain                                    | Method Man                | RZA                             | 3:09 |
| 10 | C.R.E.A.M.                                        | Wu-Tang Clan              | RZA                             | 4:13 |
| 11 | Runnin'                                           | The Pharcyde              | Jay Dee                         | 4:20 |
| 12 | Survival Of The Fittest                           | Mobb Deep                 | Mobb Deep                       | 3:43 |
| 13 | Temptations                                       | 2Pac                      | Easy Mo Bee                     | 5:00 |
| 14 | Unbelievable                                      | The Notorious B.I.G.      | DJ Premier                      | 3:43 |